# Autobahnkreuz Lübeck
Das Autobahnkreuz Lübeck (Abkürzung: AK Lübeck; Kurzform: Kreuz Lübeck) ist ein Autobahnkreuz bei Lübeck in Schleswig-Holstein. Es verbindet die Bundesautobahn 1 (Vogelfluglinie) mit der Bundesautobahn 20 (Ostseeautobahn).
Die am stärksten befahrenen Verbindungsfahrbahnen im Kreuz sind die Verbindungen von Hamburg (A 1) nach Rostock (A 20) und umgekehrt.

## Geografie
Das Autobahnkreuz liegt auf dem Gemeindegebiet von Hamberge im Kreis Stormarn, an der Grenze zur kreisfreien Hansestadt Lübeck. Umliegende Ortschaften sind die Gemeinde Badendorf sowie die Lübecker Stadtteile Buntekuh, Moisling und St. Lorenz. Es befindet sich etwa 5 km südwestlich der Lübecker Altstadt, etwa 50 km nordöstlich von Hamburg und etwa 100 km westlich von Rostock. Rund einen Kilometer südlich verläuft die Trave, welche von der A 20 in Richtung Rostock überquert wird.
Das Autobahnkreuz Lübeck trägt auf der A 1 die Anschlussstellennummer 24, auf der A 20 die Nummer 1. Die Nummerierung der Anschlussstellen der A 20 wird möglicherweise angepasst werden, wenn die westliche Verlängerung bis nach Niedersachsen komplett erfolgt ist.

## Geschichte
Eröffnet wurde das Kreuzungsbauwerk am 18. Dezember 2001 in der Bauform des sogenannten halben Kleeblatts, da die Fahrbahnen der A 20 nach Nordwesten noch nicht errichtet waren. Die Freigabe dieses Teilstückes erfolgte am 28. Juli 2009, seitdem ist das Autobahnkreuz vollständig in Betrieb.
Die A 1 existiert in diesem Bereich bereits seit 1937 und ist damit das älteste Autobahnteilstück in Schleswig-Holstein.

## Bauform und Ausbauzustand
Die A 1 ist sechsstreifig ausgebaut, die A 20 vierstreifig. Die direkten Verbindungsrampen sind (abgesehen von der Relation Hamburg—Rostock; einspurig) zweispurig, die indirekten Rampen einspurig ausgeführt.
Das Autobahnkreuz wurde als angepasstes Kleeblatt ausgeführt. Das Hauptbrückenbauwerk führt die A 1 über die A 20. Im südlichen Ohr befindet sich ein Rückhaltebecken. Im Nord- und Südwesten des Kreuzes werden niederrangige Straßen über die Autobahnen geführt.

## Verkehrsaufkommen
Das Kreuz wird im Durchschnitt von täglich rund 100.000 Fahrzeugen befahren.
| Von                      | Nach                   | Durchschnittliche tägliche Verkehrsstärke | Durchschnittliche tägliche Verkehrsstärke | Durchschnittliche tägliche Verkehrsstärke | Anteil Schwerlastverkehr | Anteil Schwerlastverkehr | Anteil Schwerlastverkehr |
| Von                      | Nach                   | 2005                                      | 2010                                      | 2015                                      | 2005                     | 2010                     | 2015                     |
| ------------------------ | ---------------------- | ----------------------------------------- | ----------------------------------------- | ----------------------------------------- | ------------------------ | ------------------------ | ------------------------ |
| AS Lübeck-Moisling (A 1) | AK Lübeck              | 57.800                                    | 53.100                                    | 64.300                                    | 10,9 %                   | 13,9 %                   | 11,0 %                   |
| AK Lübeck                | AS Reinfeld (A 1)      | 67.100                                    | 58.200                                    | 69.800                                    | 11,8 %                   | 13,1 %                   | 10,7 %                   |
| AS Mönkhagen (A 20)      | AK Lübeck              | -                                         | 13.100                                    | 18.000                                    | -                        | 11,6 %                   | 11,3 %                   |
| AK Lübeck                | AS Lübeck-Genin (A 20) | 26.500                                    | 41.000                                    | 48.800                                    | 11,2 %                   | 09,3 %                   | 09,0 %                   |

## Anschlussstellen und Fahrbeziehungen
| Richtung Bad Segeberg (-) Mönkhagen ↓↓↑↑ |  | Richtung Heiligenhafen (23) Lübeck-Moisling ↓↓↓↑↑↑ |
|                                          |  |                                                    |
| ↓↓↓↑↑↑ (25) Reinfeld Richtung Hamburg    |  | ↓↓↑↑ (2a) Lübeck-Genin Richtung Rostock            |

## Trivia
Seit Juni 2019 ist auf der A 1 zwischen der Anschlussstelle Reinfeld und dem Autobahnkreuz Lübeck der eHighway Schleswig-Holstein in Betrieb. Ziel dieses Feldversuchs ist es, elektrisch angetriebene Oberleitungs-LKW unter realen Bedingungen zu testen.
Das Autobahnkreuz Lübeck stellt auch einen Knotenpunkt von Europastraßen dar. Es endet von Schweden bzw. Fehmarn kommend die Europastraße 47 an der Europastraße 22, welche von Hamburg nach Rostock abzweigt.
Ein früherer Arbeitstitel des Bauprojekts war „Kreuz Hamberge“.